# أنيغادا

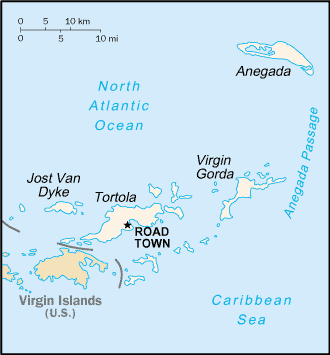
خريطة جزر العذراء البريطانية

جزيرة انيغادا هي جزيرة في أرخبيل جزر العذراء البريطانية. يأتي اسمها من "الأرض المغمورة وتقع في أقصى الشمال جزر العذراء، وهي مجموعة من الجزر. تقع على بعد حوالي 24 كم شمال فيرجن غوردا. جزيرة آنيغادا تعتبر جزرة مأهولة تشكلت من الشعاب المرجانية والحجر الجيري ، بدلا من أن تكون من البركانية المنشأ. في حين أن الجزر الأخرى جبلية، فإن الجزيرة مسطحة ومنخفضة. أعلى نقطة فيها هي فقط حوالي 28 قدمًا أي 8.5 مترًا فوق مستوى سطح البحر، مما أكسبها اسمها، وهو المصطلح الإسباني للأرض التي غمرتها الفيضانات، "تييرا أنيغادا". تبلغ مساحة أنيغادا حوالي 38 كيلومترًا مربعًا، وهي ثاني أكبر جزر العذراء البريطانية، لكنها أيضًا أكثر الجزر الرئيسية كثافة سكانية، ويبلغ عدد سكانها 285 نسمة في تعداد 2010. يعيش معظم سكان في قرية الوحيدة، المستوطنة.

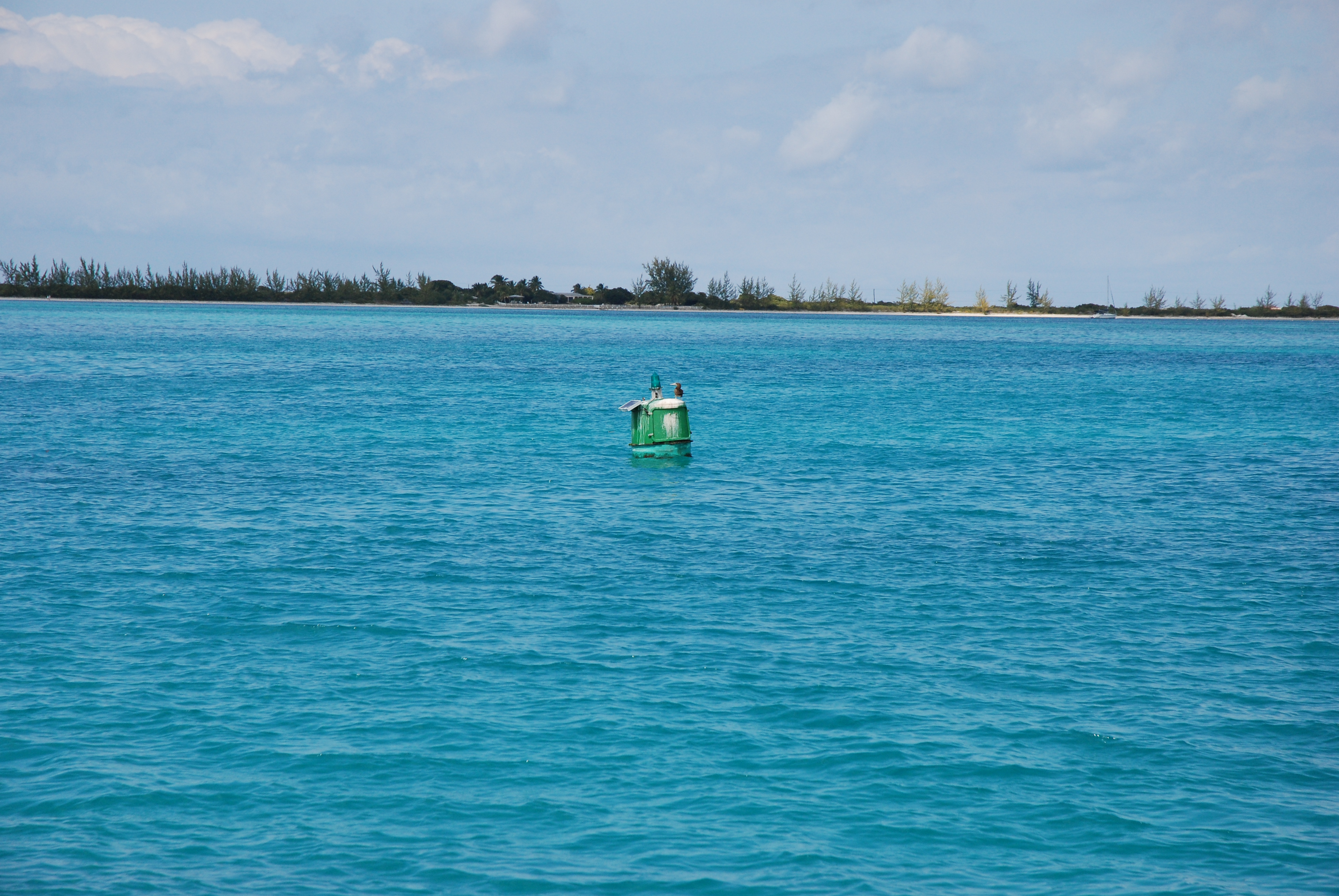
منظر لجزيرة انيغادا